# Święty Sebastian (obraz Tycjana)
Święty Sebastian – obraz renesansowego malarza weneckiego Tycjana, powstały w latach 1570–1572. Przechowywany jest w Ermitażu w Petersburgu.
Temat śmierci świętego Sebastiana Tycjan podejmował dwukrotnie. Po raz pierwszy historię męczeństwa świętego przeniósł na płótno w latach 1520-1522. Za wyznawanie nauki Chrystusa Sebastian został przywiązany do słupa i przeszyty strzałami. Nie spowodowało to jednak śmierci męczennika. Kobieta, która postanowiła go pochować, zauważyła w nim oznaki życia i doprowadziła go do zdrowia.
Inspiracją do powstania pierwszej wersji był obraz Michała Anioła, pt. Niewolnicy (obecnie w Luwrze). Tycjan skoncentrował się głównie na poprawnym i szczegółowym przedstawieniu budowy ciała. W Berlinie w zbiorach muzealnych Staatliche Museen znajduje się rysunek piórkiem, przedstawiający studia do przyszłego obrazu Sebastiana autorstwa Tycjana. Mistrz wyraźnie ćwiczył różne warianty wygiętego ciała świętego. Obecnie pierwsza wersja śmierci Sebastiana znajduje się na ołtarzu Zmartwychwstania w Brescii.
W 1570 roku, gdy mistrz liczył sobie już ponad siedemdziesiąt lat, powrócił do tematu Sebastiana. Tym razem Tycjan przedstawił scenę w zupełnie odmienny sposób. Odszedł od technicznej doskonałości na rzecz przedstawienia duchowości i wizji męczeństwa. Ciało męczennika jest przeszyte strzałami i oświetlone. Sebastian, niczym Chrystus na krzyżu, wznosi oczy ku niebu, co wywołuje wrażenia bliskiego końca. Mistrz stosuje szerokie pociągnięcia pędzla, przy czym światło (z lewej strony płomienie ognia, a z prawej wieczorna zorzę) wydobywa impastami. Przejścia kolorystyczne zostały uzyskane poprzez zacieranie farby palcami, co jest charakterystyczne dla późniejszych dzieł Tycjana.